# براندون جون
براندون جون هو لاعب كرة قدم كندي، ولد في 5 يناير 1995 في كينغستاون في سانت فينسنت والغرينادين. لعب مع سياتل ساوندرز.

## وصلات خارجية
- براندون جون على موقع قاعدة بيانات كرة القدم.إي يو (الإنجليزية)
- براندون جون على موقع Soccerway.com (الإنجليزية)